# نه، زن، گریه نکن
نه زن، نه گریه یا نه، زن، گریه نکن، (به انگلیسی: No Woman, No cry) ترانه‌ای رگی-عاشقانه از باب مارلی خوانندهٔ جامایکایی است. این ترانه برای اولین بار در سال ۱۹۷۴ بر روی آلبوم ترس نتی انتشار یافت. ترانهٔ نه، زن، گریه نکن اولین ترانهٔ باب مارلی و ویلرها بود که در انگلستان به موفقیت دست یافت و هزاران نفر را با این ترانه‌سرای رگی آشنا کرد.
No Cry در زبان کریٶل جاماییکایی به معنای "Don't Cry" می باشد، بسیاری از خوانندگان سبک رگی اهل جامائیکا از زبان کریول جامائیکایی یا پتوا (به انگلیسی: Patois) در سرودن اشعارشان استفاده می کردند.

## موضوع ترانه
ترانه خاطرات باب مارلی است، از زمان کودکی وی، در اوج فقر در گتوی ترنچ‌تاون در کینگستون. در ترانه باب و دوستانشان می‌نشینند و دورویی ثروتمندان را در برابر مهربانی مستمندان نظاره می‌کنند. در پایان ترانه باب برای اینکه به دوستانش روحیه بدهد، از جملهٔ همه‌چی روبه‌راه خواهد شد استفاده می‌کند.

## ترانه‌سرا
این ترانه را باب مارلی خودش نوشت، ولی آن را به وینسنت فورد (معروف به تارتار) نسبت داد. کسی که در گتو آشپزخانه‌ای داشت و کودکان زیادی (از جمله خود مارلی) را در آن زمان از گرسنگی و مرگ نجات داد.